# 대산읍
대산읍(大山邑)은 충청남도 서산시에 있는 읍이다.

## 지명 유래
대산이라는 지명이 언제부터 쓰이기 시작하였으며, 어떻게 해서 생겼는지 이에 대한 정확한 기록은 없으나 큰 산(大山)이라는 한자의 어원에서 유래되었다고 전해지고 있다.
대산이란 지명이 문헌에 기록된 것을 살펴보면
- 태종실록 1412년(조선 태종 12) 8월 20일 3번째 기사에‘배를 잘 관리하지 않은 충청도 대산만호(大山萬戶) 박의손(朴義孫)을 논죄하다.ʼ라는 기록이 있고,
- 세종실록 1426년(세종 8) 8월 16일 정축조에 충청도 감사와 절제사가 합동하여 아뢰기를“도내에 있는 서산의 다리곶, 흥양, 토진, 맹곶 등 네 개의 목장을 친히 답사하여 살펴보니 불편한 점이 있어 - 중략 - 대산곶은 수초가 풍부하고 목장 축조하는 공역도 편리하게 되었으니 - 중략 - 큰 말은 대산곶에 방목하고 작은 말은 흥양곶에 방목토록 하소서”하니 그대로 따랐다는 기록이 있어 관명으로, 또는 지명으로 쓰였음을 알 수 있다.

## 연혁
대산읍은 원래 1도면과 2도면으로 분칭되었었다.
- 1도면은 부여 진수부에 있은 후 고려시대 혁파되고 그 후 목마장으로 되어 있었으나 200여년 전에 김취명 첨사가 이를 경기 남양으로 옮기고 평신(화곡의 반곡)첨사를 설치한 후 1896년 혁파됨
- 2도면은 평신 첨사 이전에 대산리에 진수부를 설치하였으나 그 후 혁파되고 유적지를 구진이라 칭하여 오고있음
- 1914년 3월 16일에 충남도 영 제3호에 의하여 1도면과 2도면 현재 지곡면 환성리, 대요리를 제외한 지역을 합병하여 10개리 25개 구로 대산면이라 칭하였다.

| 조선총독부령 제111호 |                                                       |
| 구 행정구역          | 신 행정구역                                           |
| 서산군 일도면        | 대산면 대로리, 대죽리, 독곶리, 화곡리, 오지리, 기은리 |
| 서산군 이도면        | 대산면 대산리, 운산리, 영탑리                         |
| 서산군 지곡면        | 대산면 웅도리                                         |
- 1966년 13개리 행정구역으로 개편.
- 1970년 17개리 행정구역으로 개편.
- 1974년 26개리 행정구역으로 개편.
- 1980년 28개리 행정구역으로 개편.
- 1987년 29개리 행정구역으로 개편.
- 1991년 12월 1일 대산면이 대산읍으로 승격되었다.
- 1995년 10월 9일 30개리 행정구역으로 개편.[1]
- 2002년 12월 3일 29개리 행정구역으로 조정.[2]

## 지질
- 대산읍의 주요 지질구조는 선캄브리아기의 편암류, 규암, 석회암 등으로 구성된서산층군내에서는 습곡과 단층들이 형성된 후 중복변형에 의하여 재습곡구조들에 의해 형성되었다.
- 선캄브리아기의 후반인 원생대에 이 지역은 쇄설성퇴적물이 쌓일 수 있는 퇴적분지였고, 여기에 주로 점토와 모래가 쌓여 셰일과 사암이 형성되었으며, 부분적으로 석회질 물질의 침전으로 석회암이 형성되었다. 후기의 광역변성작용에 의하여 변성암으로 변하여 호상편마암과 편암류로 되었다. 그 후 화강편마암의 관입을 받았다. 이후 쥬라기의 대보조산운동 말기에 이 지역에는 소규모의 섬장암과 화강암류의 관입이 일어났으며, 백악기에 소규모의 산성맥암류의 암맥상 관입이 있었다.
- 모든 암석은 형성된 이래 현재까지 계속 풍화 침식작용을 받았으며, 모든 암층을 덮으며 해안과 낮은 지대에 널리 발달되어 있는 토사층이다. 근래의 간척사업으로 넓은 매립지가 생겨났다.

## 역사
- 구석기 시대: 김현구 서산문화원장은 1990∼1991년까지“서산 태안문화유적지표조사단(단장-충북대 박물관장 이융조)”을 구성, 조사를 실시하여 그 결과로 문화유적지, 유물에 대한 기록지를 발간하였다. 이때 서산의 선사·원시의 유적 유물이 많이 발굴되었다. 당시 찾아진 구석기 유적에 대하여 시급히 조사해야할 곳에 대해서는 1996년도에 재조사를 실시하여 정밀 지표 조사 보고서를 발간하였으며 그때 대로리에서 유적이 발견되었다. 이 유적은 대로1리에 소재하는데, 해변에서 멀지않은 곳에 위치한 박태성 집 근처로 유적은 파괴되고, 유물만 발견되었다. 발견된 유물은 뗀석기로서 충북대학교의 이융조 박물관장이 확인한 바 유물은 찍개와 밀개이다. 찍개는 많이 사용한 듯 날 부분이 많이 닳았는데 용도는 나무를 자르고 다듬기, 짐승의 뼈 추리기 등에사용했을 것이다. 밀개는 가죽 등을 손질할 때 사용되는데 바닥은 판판하고 거칠어서 가죽에 붙어 있는 기름기 등을 제거하는데 사용되었다. 유물은 2점만 발견되었다.
- 신석기 시대: 구석기 시대가 끝나면서 신석기 시대가 되며 연대는 B.C. 1만년에서부터 1천년까지이다. 신석기 시대를 알려주는 중요한 지표로는 간석기를 사용하기 시작한 것과 토기 사용, 그리고 농사의 시작을 들 수 있다. 간석기는 구석기 시대에 돌을 깨트려서 쓰던 돌창이나 돌칼 등을 끝이나 날을 날카롭게 갈아 씀으로써 몇 십 배의 능률을 올리게 된 것이다. 그중에서도 가장 위력이 컸던 것은 돌칼, 돌도끼, 화살촉으로써 대산의 여러 지역에서 다양하게 출토된 것을 현재 대산중학교 사료관에 전시 중이다. 빗살무늬토기는 요리를 하거나 곡식을 저장하기 위하여 흙을 빚어서 불에 구운 것으로써 간석기와 함께 신석기 시대를 알려주는 중요한 증거물이 되고 있다. 또 이 토기의 변천 양식을 가지고 신석기 시대의 역사적 변천과정을 추정할 수 있다. 그러나 이 선사 토기는 파손되기 쉬워서 대산에서는 각지에서 출토되나 깨진 부품만 있고 원형으로 남아 있는 것이 적다. 대죽리 패총유적에서 특히 많이 발굴되었다. 신석기 시대는 기구의 날을 예리하게 세워서 쓰고 날을 세우는 숫돌 등이 발달했다. 또 곡식을 갈아서 껍질을 벗겨내는 방법, 곡식을 갈아 가루를 내먹는 갈돌 갈판이 필수품으로써 대산지역에서 많이 출토된다.
- 청동기 시대: 산소의 봉분을 만들고자 흙을 채취하던 구덩이에서 청동기 시대 움집 1기, 석기, 토기 등 다수등 유물이 나와 마을 사람들이 마을 뒷산 구릉지대에서 채집한 토기 2점과 함께 중앙박물관에 제공하였다. 박물관의 조사결과 토기는 백제 시대 것이고 석기와 무문 토기 편, 그리고 구덩이의 형태는 청동기 시대 것으로 판단하였다. 발굴은 1984년도에 중앙박물관에서 시행하고많은 유물이 나왔으며 대산에서는 처음으로 발굴된 집터 유적이다.
- 삼국시대: 백제는 한강변에서 세력을 확장하여 충청·전라도까지 병합하는데 그때 서산지역을 장악한 것으로 본다. 300년 무렵에 백제에 병합되었을 것으로 보여 대산의 백제사는 360년이라 할 수 있다.
- 통일신라시대: 백제는 660년에 나당연합군에 의하여 멸망하였다. 그러나 왕족인 복신과 승녀인도침(道琛) 등은 왕자 풍(豊)을 옹립하고 부흥군을 조직하여 연합군에 항거하였다. 한 때는 200여성을 회복하는 등 전과를 올렸으나 내부의 분열로 전력이 약화되어 주류성에서 663년에 연합군에게 함락되었다. 이후에도 지수신(遲受信)을 필두로  부흥군의 일부는 임존성(任存城, 예산 대흥)에서 계속 항전하다가 665년에 함락되었다. 대산지역은 이때 신라에 편입되었다.
- 후삼국시대: 후백제의 견훤은 전라도 지방을 중심으로 세를 확장하여 전 백제의 고토를 휩쓸었으니 변화 많은 시대에 대산지역 농민층에서도 타 지역과 같이 어려운 생계를 유지했을 것이며 바로 인근지역에서 집단봉기가 있었으니 여기에 동조하여 소요사태도 있었을 것으로 추측된다. 왕건은 918년에 궁예를 몰아내고 고려를 창건했다. 이듬해에는 철원에 있던 수도를 개성으로 옮겼다. 그 후에 견훤군은 934년에 홍성에서 일어나 고려와 싸웠으나 대패하고 공주 이북의 30여성을 빼앗기고 이듬해에는 부자간에 내분이 일어 싸우는 사이 태조가 쳐서 대파하니 아들인 신검군(神劍軍)이 936년(태조 19)에 항복하여 후삼국이 통일되었다. 고려의 조정이 지방통치를 위하여 상주하는 외관(지방관)을 파견한 것은 983년(성종 2)에 12목(牧)을 설치하면서 부터였다. 이것은 최승로의 시무책에 따른 것이며 이때는 고려가 건국한 지 60여년이 지난 후로 그간은 지방의 호족들이 지배하고 있었다. 이러한 영군 영현제의 간접지배는 일정한 제약이 뒤따라 예종(睿宗) 이후에는 최하위이긴 하지만 감무(監務)를 설치하기 시작했다. 그러나 중요지역을 중심으로 외관을 배치하는 고려의 지방통제 시책은 여말까지 완전히 시정되지 못하고 속군, 속현은 조선조에 들어와서야 없어진다. 그렇지만 대산은 부곡지역을 제외하고는 어떤 조직이 다스렸는지 말단조직의 기록은 남아있지 않다.
- 고려시대: 고려시대 대산의 명지지역 이북이 대산부곡이 되었다. 부곡이 되는 이유는 여러 가지가 있으나 대산 지역은 태조 왕건의 명을 거스른 지역이라는 조건이 제일 컸다고 본다.
- 조선시대: 조선은 건국 후 1413년(태종 13)에 대대적인 지방행정조직 개편을 단행하여 전국을 경기, 충청, 경상, 전라, 강원, 황해, 평안, 함경의 8도로 나누고 그 아래 총334개의 하부 목, 부, 군, 현 행정조직을 두었다. 각 지방 단위의 차등은 취락의 대소, 인구의 다소 전결의 광협 등을 고려하여 결정되었다. 군현제는 고려조에서도 실시되고 있었으나 지방관이 파견되지 않는 속현과 특수 행정조직(향, 소, 부곡)이 상당수 있었다. 그러나 조선조에서는 1409년(태종 9)에 특수조직을 혁파하여 군현으로 하였거나 그 지역 군현에 흡수시켰으나 홍주목에 내속된 대산곶은 그대로 존속되었다.

## 행정 구역
- 대산리

대산리는 읍소재지에 위치한 구진(舊鎭)을 중심으로 정자동과 원두골, 매남리와 각골 등의 일원을 말한다. 구진은 파지도만호진을 주둔했던 유서깊은 곳으로 여지도서에 의하면 금생동리(金生洞里)와 마남리(馬南里)로 이루어져 있었던 것으로 보인다. 1895년 행정구역 개편시 금생동 일부(각골)와 정자동, 원두골, 매남리를 합쳐 산전리(山前里)로 하였다. 그후 1914년 행정구역 개편 때에 폐 목장지역에 새로 생긴 로상(路上), 로하(路下) 양 리의 일부와 산전리 일원을 전부 통합하여 대산면 대산리가 되었다. 1991년 12월 1일 대산면이 대산읍(大山邑)으로 승격됨에 따라 대산읍 대산리가 되었다. 대산리의 지명 유래는 대산이라는 글자 그대로 큰 산에 관련된 이름으로 동쪽에 우뚝 솟은 대산의 명산, 망일산(望日山)에 연유되어 얻어진 이름이다. 대산리는 6개리로 분리되어 있다.
- 기은리

기은리는 둥기산 서쪽에 자리한 기은곶이와 그마재 등의 중심마을로 형성되었다. 이곳에는 대산지방해양항만청과 대진초등학교가 있고, LG석유화학 사원아파트가 자리하고 있어 사람이 많이 거주하는 선진지역으로 발전되고 있다. 기은리는 1765년(영조 41)에 간행된 여지도서(輿地圖書)를 보면 독곶리가 포함되어 기은곶리(其隱串里)로 표기 되어 있다. 이후에 간행된 호구총수 서산군편에서 1789년 기준 리 편제를 보면 기은곶리와 독곶리로 분리되어 있어 이 무렵에 독곶리가 분리되었음을 알 수 있다. 1914년 행정구역 개편에서 다시 현 대로2리 일부 지역이 분리되었는데 이때 기은곶리에서 곶(串)자가 빠진 대산면 기은리가 되었다. 그리고 기은리라는 지명 유래는 당초 독곶 지역과 통합되었을 시, 마을의 지형이 남북으로 길게 형성되어 있고, 서쪽으로 돌출되었으므로‘긴곶’이라 하였다. 이‘긴’자가 발음상의 변화에 의해 기인에서 기은(其隱)으로 변하여 기은곶이 되고, 이어 지응고지라고도 부르게 되었다. 현재 기은리는 1·2리로 행정구역이 분리되어 있다.
- 대로리

대로리는 광암, 물안이(명지), 영좌목골 등의 3개 마을로 형성되어 있어, 현재 행정구역이 대로 1·2·3리로 되어 있다. 조선조 말까지 대로리라는 이름이 없었고 행정구역상 현 대로1리는 마남리, 2리는 기은곶리, 3리는 기은곶리와 평신리(반곡리)에 속해 있었다. 이 지역에 1426년(세종 8)에 조성된 목마장이 1794년(정조 18)에 폐지되면서 당시 정자동에서 원두골 - 각골 - 명지서낭당 - 방고개로 이어지는 도로를 기준으로 남쪽은 로하리, 북쪽은 로상리로 이름이 변경되었다. 1914년 행정구역 개편 때에 로상리·로하리·기은리·반곡리 등의 일부지역이 병합되어 대로리가 되었다. 지명유래를 살펴보면 글자 그대로 큰길이 있음으로 이에 연유하여 얻어진 이름이다.
- 대죽리

대죽리는 1765년(영조 41)에 편찬된 여지도서의 1759년 당시 리 편제를 보면 죽엽리(竹葉里)로 되어 있다. 이후 충청도읍지와 1871년에 편찬된 호서읍지에 죽엽리와 대각리(大角里)로 되어 있어 이 시기에 죽엽리에서 대각리가 분리된 것으로 보인다. 1914년 행정구역 개편 때에 2개리를 통합하고, 대각리의‘대ʼ 자와 죽엽리의‘죽ʼ 자를 따서 대죽리가 되었다. 이후 1946년에 다시 1·2리로 분리되었다 대죽2리 지역에 유입인구의 증가로 1980년에 녹와니 지역이 3리로 분리되었고, 이후 2리에 정유공장이 건설되면서 마을의 면모가 일신되었다. 그리고 대죽3리 녹와니 지역에 충청남도 지방산업단지가 조성되면서 이곳 주민들이 이주를 함으로써 2002년에 잔여세대가 대죽2리에 통합되어 현재 행정구역이 대죽1·2리로 되어 있다. 옛날부터 죽엽리는 사람살기에 좋은 곳이라 알려져 왔는데, 이것은 이 지역이 삼면이 바다에 접하고, 비옥한 토지와 천혜의 어염시수(魚鹽柴水)가 풍부하고 사람들의 성품이 후덕한 마을이기 때문이다. 그리고 1945년 광복이 되면서 바다를 매립하여 농토를 넓히고, 염전을 개발하여 소금을 생산해 각광을 받던 곳이기도 했다.
- 독곶리

독곶리는 서해에 접해있는 반도로 20여년 전 까지도 오지(奧地)의 상징으로 불러져왔던 지역이다. 하지만 지금은 국내 굴지의 대기업들이 석유화학공단을 조성하여 우리나라를 대표하는 신흥공업지대로 변모하였다. 1970년대 중반에 박정희대통령이 독곶리 해역을 시찰하면서 도로가 확·포장되고, 공단건설이 가시화되기 시작하여 현재에 이르렀다. 그리고 이곳에는 경관이 아름다운 황금산이 있는데, 조선조 초기에 이 산 아래에 만호진이, 1705년(숙종 31)에는 첨사진이 설치되어 해안을 방어하던 군사요충지였다. 독곶리는 조선조까지도 기은곶리에 포함된 곳으로 독립된 마을이 아니었으나 여지도서의 1789년 당시 리 편제 현황에 처음으로 독곶리가 나와 이 무렵에 독립된 것으로 보인다. 조선조에는 소금을 생산하여 국가 재정지원에 중요한 역할을 했으며, 광복 이후에도 많은 염전이 개발되어 천일염 생산에 주력하였다. 이 마을은 화염을 생산하던 곳이라 목벗(項筏), 샘벗(泉筏) 등과 같은 염벗과 관련된 지명이 많다. 독곶리의 유래를 살펴보면 마을의 형태가 반도이고, 바다에 돌출된 곶(串)으로 되어있는데, 안에 들어가서는 넓게 펼쳐져 있는 데에 연유하여 얻어진 이름이다.
- 웅도리

웅도리는 조선시대부터 구한말까지 지곡면에 속해 있다가 1914년 행정구역 개편 때에 대산면에 편입되어 대산면 웅도리가 되었다. 웅도리는 가로림만 내해에 자리하고 있으면서 대산읍의 7개 도서 중 유일한 유인도이다. 섬의 모양이 곰의 형상을 닮았다 하여 곰섬이라 하는데 대로1리를 경유하여 썰물 때 유두를 건너 섬에 들어갈 수 있다. 웅도리에는 현재 동편말, 큰말, 큰골, 장골 등의 자연마을에 3개 반이 있다. 주민들은 주로 어업에 종사하고 있다.
- 영탑리

영탑리는 영전과 탑동의 두 마을이 합쳐져 이루어진 마을로 대산읍의 관문이다. 영전(令田)은 삼형제봉과 건직산이 동서로 길게 자리하고 있어 서·북풍을 막아주는 방패가 되어 온화한 기온이 유지되는 곳이다. 또 물이 풍부하고 땅이 비옥하여 사람살기에 좋은 지역으로 의성김씨와 담양전씨가 일찌기 입향하여 집성촌을 이루고 누대에 걸쳐 평화롭게 살아오고 있다. 1765년에 편찬된 여지도서에 의하면 영전리는 106가구에 332명, 탑동리에는 67가구에 195명이 거주한 것으로 되어 있어 당시로서는 상당히 많은 인구가 거주한 지역이었음을 알 수 있다. 영탑리는 조선시대에 영전리(令田里)와 탑동리(塔洞里)로 분리되어 있다가 1914년 행정구역을 개편하면서 영전리와 탑동리의 일부를 합병하였는데 이때 영전리의 『영(令)』자와 탑동의『탑(塔)』자를 따서 영탑리라 하여 대산면에 편입 되었다. 이후 영탑1·2로 분리하면서 영전리는 영탑1리로, 탑동리는 영탑2리가 되었다. 영탑2리에 풍림아파트가 들어서면서 인구가 증가되어 1995년도에 영탑2리에서 풍림아파트가 영탑3리로 분리되어 현재에 이르고 있다.
- 오지리

대산읍의 서북단에 자리하고 있는 오지리는 가로림만과 분줄만 사이에 서북쪽으로 길게 뻗어나간 반도로 형성되어 있다. 벌말 해안에서는 조선시대부터 음력 3월에 소금풍년을 기원하는 벗 고사를 지내고 소금을 많이 구워 국가재정에 큰 기여를 하였다. 광복 후에는 천혜의 자연조건을 활용하여 100여 ha의 많은 염전을 개발하여 양질의 천일염을 생산함으로써 이 고장의 산업발전에 일익을 담당하였다. 1765년에 편찬된 여지도서에서부터 1895년 행정구역 개편 때까지 오지리의 오 자를 까마귀오(烏)를 쓰다 1914년 행정구역 개편 때에 나오(吾)자로 고처 써 현재에 이르고 있다. 오지리는 1895년과 1914년 행정구역 개편 때에도 다른 지역과 병합되지 않고 단일 리로 존속해 오고 있다. 그리고 오지리의 유래를 살펴보면 오지리에는 검은곶이라는 자연마을이 있는데 검은이란 어원에서‘까마귀오ʼ자를 써서 오지리가 되었다는 이야기가 있다. 삼면이 바다와 접하고 있어 주민들은 어업과 농업을 겸하고 있는데, 벌촌포와 고창개 연안에 어장이 형성되어 있어 다양한 해산물의 채취로 생활이 풍족한 편이다. 그리고 최근에 벌촌포 해수욕장이 개장되면서 많은 피서객들이 찾아와 관광지로 변모해 가고 있다. 1974년에 오지1·2리로 분리되어 현재에 이르고 있다.
- 운산리

운산리는 망일산 동편 산 자락에 위치하여 지사, 갈마, 청량, 간월, 회포 등 5개 마을로 형성되어 있다. 동쪽은 서산만과 인접해 있어 바지락과 실치를 비롯한 해산물이 풍부하였고, 인천을 왕래하는 여객선의 요로였으나 1984년 대호방조제가 축조되어 대규모 호수와 함께 엄청난 규모의 농경지가 형성되어 인근주민에게 분배되었고, 복잡했던 해안선의 모습은 모두 사라졌다. 운산리의 변천과정을 살펴보면 조선후기까지 금생동(金生洞)으로 되어 있었다. 금생동은 망일산을 가운데 두고 매남리를 제외한 대산리 지역과 운산리 전체를 하나로 묶어 지칭한 매우 넓은 마을이었다. 1895년 행정구역개편 때 현 대산리를 산전리로, 운산1·2리를 산후리(山後里)로, 운산3·4·5리를 운전리(雲田里)로 분리하였다. 그 후 1914년 일제치하에서 행정구역을 개편하면서 산후리와 운전리를 합하여 운산리라 개칭하고 대산면에 편입시켰다. 운산리의 지명유래를 살펴보면 운전리의 운자와 산후리의 산자를 따서 붙여진 이름이다. 운산리는 현재 5개리로 분리되어 있다.
- 화곡리

화곡리는 대산읍의 북단에 있는 지역으로 반곡리, 개화리, 삼길포 등 3개의 중심 마을로 형성되어 있다. 삼길포는 해상교통의 요지로 인천을 왕래하는 여객선이 취항하였고, 한때 실치(뱅어)잡이로 성황을 이룬 곳이다. 조선시대에는 평신리(平薪里) 또는 평신진리(平薪鎭里)라 하였는데 이곳에 평신진이 있었다. 평신진은 1711년부터 184년간 종3품의 첨사(僉使)가 근무하던 중요한 군사요지였는데 군사권은 물론 목장관리까지 맡은 겸목관 체제였다. 평신진지 주변에는 선정을 베푼 첨사들의 영세불망비가 세워져 있고, 반곡마을에는 진 터임을 알 수 있는 성벽이 남아 있다. 1895년(고종 32)에 단행된 행정구역 개편에서 개화리(開花里)와 반곡리(盤谷里)로 분리되었다. 다시 1914년에 행정구역을 개편하면서 개화리와 반곡리 일부를 통합하였고, 일부는 대로리에 편입되었다. 이때 개화리의 ʻ화(花)ʼ자와 반곡리의 ʻ곡(谷)ʼ자를 따서 대산면 화곡리가 되었다. 이후 화곡1·2·3리로 분리되었다가 1966년 다시 하나로 통합된 후 또다시 1974년에 3개리로 분리되어 현재에 이르고 있다.

## 관광
- 벌천포해수욕장: 오지리 최북단에 위치하고 있는데 이 해수욕장은 몽돌과 왕모래로 이루어진 타원형의 해안으로 태안군 이북면의 만대(萬臺)와 마주하고 있다. 북쪽에 울창한 송림이 있어 야영하기에좋고, 주변 해안을 따라 늘어선 절묘한 모양의 기암괴석이 눈길을 사로잡는다. 또한 만대 너머로 펼쳐지는 낙조경의 황홀함이 끝나면, 건너편 공단의 아름다운 야경이 감탄을 자아내게 한다. 멀리 해변의 끝자락으로 눈길을 돌리면 산봉우리가 쌍으로 자리하고 있다. 이곳은 주변에 염전이 있던 외진 해변으로 매우 한적한 곳이었다. 2010년도에 KBS TV 1박 2일 촬영팀이 다녀간 후 이곳의 아름다운 풍광이 방영됨으로써 전국적으로 알려지게 되었다. 깨끗한 물과 하얀 모래, 몽돌, 울창한 송림, 아름다운 낙조가 발길을 잡는 천혜의 해변으로 많은 사람들이 즐겨 찾는 명소가 되었다. 인근 해안에서 바다낚시를 즐기고, 바지락을 캐고, 굴을 따고, 고동과 게를 잡으며 해변의 낭만을 만끽(滿喫)할 수 있다. 여름철에 넘쳐나는 피서객들의 편의 도모를 위해 화장실을 신축하고, 상수도를 보급하여 샤워장과 취사시설을 확충하였다. 또한 성수기에 인명구조단을 운영하여 안전사고에 대처하고 있다. 한편 주변에 횟집과 숙박시설이 늘어나고, 볼거리와 즐길거리, 먹을거리가 풍부해 보다 활기찬 유원지로 유명하다.

- 황금산(黃金山)과 백사장(白沙場): 대산읍 소재지에서 국도 29호선을 타고 도로 끝점까지 가면 전방에 황금산과 삼성유화단지가 위치하고 있다.공단이 조성되기 전 이 지역은 황금산 연안에서 안진 촉부리까지 고운 모래로 이루어진 자연사구의 드넓은 백사장으로 천혜의 조건을 갖추고 있어 해수욕장으로 개발해야 한다는 여론도 있었다. 바다와 인접한 드넓은 모래벌판은 메말라 쓸모없는 땅으로 버려져 있었는데 6·25전쟁 후 월남민들이 이곳에 정착하여 농사를 짓기 시작하였고, 한때는 군 특수부대 교육장으로 활용되기도 하였다. 1970년대 중반에 대통령이 헬기로 이 지역을 시찰한 후 개발이 검토되기 시작하여 1979년도에 서산-독곶간 도로가 포장되었다. 그 후 1980년대 말 석유화학단지가 조성됨으로써 아름다운 백사장은 아쉽게도 모습을 감추고 말았지만, 밤이 되면 공단의 휘황찬란한 불빛이 장관을 연출한다. 또한 많은 전설을 잉태(孕胎)하고 있는 황금산은 예전에 항금산(亢金山), 대구미산(大口尾山), 후망봉(候望峯)이라고도 하였는데 간척사업 이전에는 물이 들어오면 들어가는 목이 잠겨 섬으로 변하였다. 정상에는당집이 있고, 서쪽 해안은 깎아지른 듯한 절벽이며, 동편은 완만하여 나무가 무성하게 자라고 있다. 서편 바닷가 절벽에는 해국을 비롯한 각종 야생화가 피어나고 있다. 비가 오거나 안개가 끼면 목탁소리가 난다는 전설을 가지고 있는 큰굴과 작은굴(海蝕동굴), 바다로 내려와 물을 마시는 모습의 코끼리바위와 절묘한 형상을 하고 있는 기암괴석이 있다.

- 삼길포항(三吉浦港): 삼길포항은 화곡3리에 위치하며 대호방조제와 접하고 있다. 1999년 1월 1일 국가 1종어항으로 지정되어 방파제와등대, 물양장 등의 시설물들이건설되고 있다. 이곳은 대호방조제 공사가 시작되기 전에는 50여 척의 중선을 부리며 백어포(실치) 잡이로 명성이 높던 어촌이었는데, 방조제 축조 공사가 착공되면서 어업 여건이 변화되어 호황(好況)을 누리던 실치 잡이는 중단되고 말았다. 이후 임해공업단지와 대산항의 건설로 유입인구와 여행객이 증가되자 삼길포구는 관광지로 변모하게 되었다. 2005년부터 매년 우럭축제를 개최하여 주변의 아름다운 자연경관과 풍성한 해산물을 널리 홍보하면서 관광객 유치에 힘쓰고 있다. 이곳 포구에서 유람선을 타면 웅장한 모습의 임해공단과 인근에 점점이 떠있는 크고, 작은 섬들을 돌아보며 아름다운 절경을 감상할 수 있다. 그리고 방파제 끝에 자리한 빨간 등대와 흰 물살을 가르며 질주하는 쾌속정, 오가는 어선 위로 날아드는 갈매기 떼의 정겨운 모습 또한 여행객의 마음을 설레게 만든다. 그리고 포구 중간 해변에 지역의 정서와 잘 어울리는 조각 작품을 설치한 조각공원이 2011년에 조성되어 관광객들에게 볼거리를 제공해 주고 있다. 또한 이곳은 낚시하기에 좋은 곳으로 포구 앞의 바다 좌대낚시와 먼 해상에서 즐기는 선상낚시는 우럭과 놀래미, 광어 등이 많이 잡혀 낚시꾼들에게 인기가 있다. 선착장에는 갓 잡아온 우럭과 놀래미, 광어 등의 신선한 자연산 횟감을 저렴한 가격에 파는 선상횟집이 있는데 뱃전에서 맛보는 담백하고 쫀득쫀득하게 씹히는 회 맛이 일품으로 관광객들의 미각을 돋우어 준다. 한편 국제화 시대에 부응하여 2010년 11월에 대산항과 중국 룽청시(榮成市) 롱앤항(龍眠港) 간 국제여객선 정기항로 개설에 관한 공동추진 업무협약이 체결되었다.

- 망일산(望日山): 대산읍 대산리와 운산리,영탑리 사이에 우뚝 솟아 있는 산으로 대산지역에서 제일 높은 해발 302m의 아담한 산이다. 산 정상에는 아름드리적송들이 울창하게 자라고 있었는데 1966년 군사기지 공사를 시작하면서 베어졌다. 이 산 서북쪽 기슭의 거목이 우거진 숲속에 망일사(望日寺)가 자리하고 있으며, 산 아래쪽에 옛 절터도 있다. 정상에 오르면 동으로 대호담수호(大湖淡水湖)와 서쪽의 망망대해가 한 눈에 들어오고 그 위에 펼쳐지는 일출과 일몰의 모습이 장관을 이루어 제1의 비경으로 꼽는다. 뿐만 아니라 담수호와 주변 산야의 골짜기에 내려 깔리는 새벽안개의 경관 또한 일품이며 황금빛으로 물든 가을 들녘의 풍광(風光)도 아름답다. 1997년 망일사 진입로 변에 대산의용소방대와 JC, 라이온스, 로타리클럽 회원들이 식재한 벚나무가 무성하게 자라 꽃이 만발하면 많은 상춘객 들이 찾아와 아름다운 봄의 정취(情趣)를 즐긴다.

- 자각산(紫閣山): 오지1리 마을의 북단에 위치하며 독곶리 황금산과 마주하고 있는 해발 156m의 나지막한 산이다. 이산 북쪽은 급경사로 바다와 접하고, 남쪽은 경사가 완만하여 마을과 농경지가 형성되어 있다. 이산은 경인지역으로 오르내리는 선박의 동태를 파악하는데 용이한 곳이다. 이러한 여건으로 일제시대에 산 8부 능선에 방호통로를 파고, 정상에 해상의 근황을 감시하는 감시초소를 설치했던 곳으로 군사적으로 중요시 했던 곳인데 현재까지 방호통로와 초소 터가 남아있다. 남쪽 사면에 절터가 남아있고, 북편의 여우바위에 희귀식물인 고란초(皐蘭草)가 자생하고 있다. 정상에 오르면 멀리 망일산(望日山)과 팔봉산(八峯山)이 보이고, 가까이에 있는 벌촌포구(筏村浦口)와 염전의 모습이 정겹다. 또한 시원스럽게 펼쳐진 황금바다와 독곶(獨串)·대죽(大竹)의 석유화학단지가 한 폭의 그림처럼 시야에 들어온다. 그리고 저녁 하늘을 붉게 물들이는 낙조와 공단야경 또한 아름답다. 최근에 등산로가 개설되어 산을 찾는 사람들이 늘어나고 있다.

- 삼길산(三吉山): 화곡리 마을의 북단에 위치하고 있는 대산의 명산이다. 이산은 경인지역과 아산만으로 오르내리는 선박의 동태를 파악하는데 용이한 곳이다. 이러한 여건으로 조선시대(1711∼1895년)에는 이산 아래의 반곡마을에 주둔하던 평신진에서 국사봉에 봉수대를 설치 운영하여 군사적으로 매우 중요한 위치를 점하고 있었다. 삼길산의 북쪽은 급경사로 이루어져 바다와 접하고, 남으로는 경사가 완만한 편으로 산 중상단부에 백제시대에 창건되었다고 전하는 삼길사(三吉寺)가 있다

- 웅도(熊島): 가로림만(加露林灣) 내해(內海)에 위치하고, 섬 앞에는 매섬과 분점도, 우도,새섬 등이 자리하고 있다. 섬의 모양이 곰의 형상을 닮았다 하여 곰섬이라고도 하는데 썰물 때에 시멘트포장 길인 유두를 건너서 섬에 들어갈 수 있다. 전형적인 어촌마을로 넉넉하고 훈훈한 인심을 가지고 있는 곰섬은 주변에 오염되지 않은 개펄이 드넓게 형성되어 체험관광마을로 지정되었다. 이로 인해 개펄체험을 할 수 있는 좋은 곳으로 많은 관광객이 찾아오고 있어 민박과 펜션 시설이 늘어나고 있다. 또한 어족자원이 풍부하여 바지락, 굴, 낙지, 붕장어, 우럭, 놀래미, 망둥어 등이 많이 잡히는데, 바지락과 굴, 낙지는 이 섬의 주 특산물이다. 특히 사리 때에 바지락이 많이 나오는데 이를 싣고 바다에서 돌아오는 우마차행렬의 모습이 장관이었다. 이러한 광경은 사진작가들에게 좋은 소재가 되었는데 지금은 작은 동력선으로 운반하고 있어 우마차의 낭만적인 모습은 옛 이야기가 되었다. 섬 내에는 초등학교 분교가 있고 학교 뒷산 정상에는 마을의 안녕과 풍어를 기원하며 제를 올리던 돌로 쌓은 제단이 있다. 그리고 이곳에는 400여년전에 입향 한 김해김씨들이 집성촌을 이루고 있다.

## 축제
- 삼길포 우럭축제

2005년도부터 삼길포우럭축제추진위원회 주관으로 청정 삼길포의 해산물을 널리 알려지역 경제를 활성화 하고, 관광 명소의 이미지 구축을 위하여 우럭축제를 개최해오고 있다. 그동안 각종 공연행사와 체험행사, 경연대회 등의 새롭고 다양한 프로그램으로  행사를 진행함으로서 매년 평균 11만명 이상이 함께 어우러지는 예술과 음식문화의 먹거리 축제로 승화시켜 나가고 있다.
- - 공식행사 : 개회식, 폐막식
  - 공연행사 : 타악의 향연, 통키타 연주, 유명가수 초청 공연, 유명 밴드희망콘서트, 국악 한마당, 스포츠댄스 공연, 풍물 한마당, 태권도 시범,평양예술단 초청공연, 각설이 품바공연, 승무, 바다사랑 어울림 타악, 해외민속공연 등.
  - 체험행사 : 삼길포 이야기 만들기, 빨간등대 사랑의 프로포즈, 천인분 우럭비빔밥 시식, 우럭포 요리체험, 떡메치기, 도자체험, 풍선아트, 페이스페인팅, 어린이 동심 먹거리체험, 희망의 바람개비 만들기, 조개 캐기, 붕장어 잡기, 탈·전통활 만들기, 사랑·소망·희망·촛불심기, 액때움 소리지르기, 삼길산 봉수대체험, 갈매기 먹이주기체험, 만선기 만들기, 모터보트·민속놀이·추억놀이·낚시체험 등.
  - 경연행사 : 전국 주부가요제, 전국 한뫼가요제, 관광객 즉석 노래자랑, 읍민 어울 가요제, 전국 직장인밴드경연대회, 전국 치어리더경연대회, 우럭장사씨름대회 등.
  - 기타행사 : 불꽃놀이, 풍어제, 깜짝 경매 등.

## 교육
| 학교명                  | 소재지                       | 비고        |
| ----------------------- | ---------------------------- | ----------- |
| 대산초등학교            | 구진로 40-5 (대산리)         | 1922년 개교 |
| 대산초등학교 웅도분교   | 웅도1길 82 (웅도리)          | 2016년 폐교 |
| 대산초등학교 오지분교   | 오지검은고지길 1-10 (오지리) | 2004년 폐교 |
| 명지초등학교            | 명지3로 25 (대로리)          |             |
| 명지초등학교 삼길포분교 | 화곡리 산1                   | 2003년 폐교 |
| 서산대진초등학교        | 기은아섬길 16 (기은리)       |             |
| 청운초등학교            | 망일산로 448-18 (운산리)     | 1999년 폐교 |
| 독호초등학교            | 독곶리 산75-1                | 2004년 폐교 |
| 대산중학교              | 충의로 1856 (대산리)         |             |
| 서산명지중학교          | 명지1로 15 (대로리)          |             |
| 대산고등학교            | 대산1로 36 (대산리)          |             |

## 참고 문헌
- 대산읍지